# Graafschappen van Ierland
De 32 graafschappen van Ierland vormen de oorspronkelijke bestuurlijke indeling van het eiland. Het graafschap (Iers: contae of condae, uitgesproken [kʊndeː]; Engels: county) is de basis van de lokale overheid in Ierland. Er wordt weleens aan Ierland gerefereerd met de naam '32 graafschappen' (thirty-two counties), met daaronder de bijnamen 'zes graafschappen' (six counties) voor Noord-Ierland en '26 graafschappen' (twenty-six counties) voor Ierland. 
De graafschappen werden gecreëerd als een basis voor lokale overheid in de 19e eeuw toen de Britten aan de macht waren in Ierland. Daarna werd de verdeling ook geadopteerd door sport- en culturele organisaties zoals de Gaelic Athletic Association, en tegenwoordig is er een sterke rivaliteit tussen de graafschappen in verschillende sporten, met name hurling en Gaelic football. 
In strikte overheidstermen geldt de term '32 graafschappen' niet meer. Binnen Noord-Ierland zijn er door een grote reorganisatie in 1973 nu 26 lokale overheden. In Ierland zijn zes van de oorspronkelijke 26 graafschappen opgedeeld voor bestuurlijke doeleinden, waardoor er nu 34 lokale overheidsdistricten zijn. De steden Cork, Galway, Limerick en Waterford hebben aparte overheden van het graafschap met dezelfde naam. County Dublin is opgedeeld in Dublin City, Dún Laoghaire-Rathdown, Fingal, en Zuid-Dublin. Tipperary was tot 2014 opgedeeld in twee bestuurlijke eenheden, Tipperary North Riding en Tipperary South Riding. De gebruikelijke afkorting voor 'county' is bij plaatsnamen in Ierland 'Co.'. Zo schrijft men in het Engels bijvoorbeeld Liscannor, Co. Clare.
Hieronder een lijst van de 32 oorspronkelijke graafschappen zoals ze onder Brits gezag zijn opgericht. De notatie (c) geeft aan dat er een wijziging in grenzen van county's is geweest.
|  | Ierland 1. Dublin 2. Wicklow 3. Wexford 4. Carlow 5. Kildare 6. Meath 7. Louth 8. Monaghan 9. Cavan 10. Longford 11. Westmeath 12. Offaly 13. Laois 14. Kilkenny 15. Waterford 16. Cork | 1. Kerry 2. Limerick 3. Tipperary 4. Clare 5. Galway 6. Mayo 7. Roscommon 8. Sligo 9. Leitrim 10. Donegal Noord-Ierland 1. Fermanagh 2. Tyrone 3. Derry/Londonderry 4. Antrim 5. Down 6. Armagh |

## Oorspronkelijke graafschappen
County Antrim - Ulster, Noord-Ierland (c)
County Armagh - Ulster, Noord-Ierland (c)
County Carlow - Leinster
County Cavan - Ulster
County Clare - Munster
County Cork - Munster (c) Cork (stad) eigen bestuurlijk centrum
County Derry/Londonderry - Ulster, Noord-Ierland (c)
County Donegal - Ulster
County Down - Ulster, Noord-Ierland (c)
County Dublin - Leinster (c) Dublin City eigen bestuurlijk centrum; de rest is nu onderverdeeld in Dún Laoghaire-Rathdown, Fingal, en Zuid-Dublin
County Fermanagh - Ulster, Noord-Ierland (c)
County Galway - Connacht (c) Galway (stad) eigen bestuurlijk centrum
County Kerry - Munster
County Kildare - Leinster
County Kilkenny - Leinster
County Laois (Voorheen Queen's County, en County Leix) - Leinster
County Leitrim - Connacht
County Limerick - Munster (c) Limerick (stad) eigen bestuurlijk centrum
County Longford - Leinster
County Louth - Leinster
County Mayo - Connacht
County Meath - Leinster
County Monaghan - Ulster
County Offaly (voorheen King's County) - Leinster
County Roscommon - Connacht
County Sligo - Connacht
County Tipperary - Munster (c) verdeeld in Tipperary North Riding en Tipperary South Riding
County Tyrone - Ulster, Noord-Ierland (c)
County Waterford - Munster (c) Waterford (stad) eigen bestuurlijk centrum
County Westmeath - Leinster
County Wexford - Leinster
County Wicklow - Leinster